# Albert Adomah
Albert Adomah, född 13 december 1987 i England i Lambeth, är en ghanansk-engelsk fotbollsspelare som spelar för Walsall.

## Karriär
Adomahs familj kommer ursprungligen från Ghana men han själv är uppvuxen i England. Han spelade 2005/06 i amatörlaget Old Meadonians FC innan han 2006 värvades till Harrow Borough FC.
Tack vare kontakten mellan Harrows Manager Dave Howell, tidigare mittback i Barnet FC, och Paul Fairclough blev Barnet FC upplysta om talangen i de lägre divisionerna. I konkurrens med Dagenham & Redbridge FC köpte Barnet FC Adomah i januari 2008.
Succén var ett faktum. Adomah gjorde mål i debuten borta mot Hereford United FC och han visade upp en blixtrande snabbhet, fin teknik och känsla för mål. Det blev totalt 5 mål under våren för the Bees och flera klubbar i Premier League och The Championship visade intresse. Det stora intresset fick Adomah att i maj 2008 lämna in en önskan om att lämna klubben.
Den 10 juli 2019 värvades Adomah av Nottingham Forest, där han skrev på ett tvåårskontrakt. Den 5 oktober 2020 värvades Adomah av Queens Park Rangers, där han skrev på ett tvåårskontrakt. I juni 2022 förlängde Adomah sitt kontrakt med två år.
Den 23 juli 2024 värvades Adomah av League Two-klubben Walsall, där han skrev på ett ettårskontrakt.